# Гріхи наші
«Гріхи наші» — російський фільм 2008 року.

## Зміст
Сергій працює у приватній охороні. Спокійний плин днів порушується стріляниною на вулиці, під час якої хлопець закриває собою незнайому людину. Жертва невдалого замаху – великий банківський діяч Бачурін. Вражений особистими якостями і професіоналізмом Сергія, він бере його до себе охоронцем. Дружиною Бачуріна виявляється колишня дівчина Сергія. Вона вагітна, але в результаті трагічної випадковості гине, а дитину у важкому стані відвозять у лікарню. Бачурін дізнається про її стосунки з Сергієм і вже не впевнений, що є батьком дитини. Обстановка розжарюється все сильніше.